# Niedomira
Niedomira, Niedamirz – staropolskie imię żeńskie, złożone z trzech członów: nie- (negacja), -da- i -do- ("dać") i -mir, -mirz ("pokój, spokój, dobro"). Być może oznaczało "tę, która nie daje spokoju".
Niedomira imieniny obchodzi 14 lutego.
Męski odpowiednik: Niedamir.